# Moritz von Lettow-Vorbeck
Eduard Moritz von Lettow-Vorbeck (* 22. Dezember 1835 in Wangeritz; † 6. Juni 1920) war ein preußischer Generalmajor.

## Leben

### Herkunft
Moritz entstammte dem 2. Zweig der I. Linie des pommerschen Uradelsgeschlechts Lettow-Vorbeck. Er war ein Sohn des Gutsbesitzers Karl Wilhelm von Lettow-Vorbeck (1798–1877) und dessen zweiter Ehefrau Heloise, geborene von der Groeben (1808–1882). Zu seinen zwölf Geschwistern zählten der preußische General der Infanterie Paul Karl von Lettow-Vorbeck (1832–1919) und der preußische Generalmajor Max von Lettow-Vorbeck (1837–1912).

### Militärkarriere
Aus dem Kadettenkorps kommend wurde Lettow-Vorbeck am 26. April 1853 als charakterisierter Portepeefähnrich dem 20. Infanterie-Regiment der Preußischen Armee überwiesen. Unter Beförderung zum Sekondeleutnant erfolgte Anfang Dezember 1854 seine Versetzung in das 24. Infanterie-Regiment. Lettow-Vorbeck stieg Mitte September 1861 zum Premierleutnant im 8. Brandenburgischen Infanterie-Regiment Nr. 64 auf und nahm während des Krieges gegen Dänemark 1864 als Führer des Wallbüchsen-Kommandos an den Kämpfen um Düppel und Alsen teil. Für sein Wirken wurde er belobigt und mit dem Roten Adlerorden IV. Klasse mit Schwertern ausgezeichnet.
Im Krieg gegen Österreich führte er 1866 die 5. Kompanie bei Königgrätz und stieg nach dem Friedensschluss zum Hauptmann und Kompaniechef auf. In dieser Funktion wurde er am 25. September 1867 in das Anhaltinische Infanterie-Regiment Nr. 93 versetzt. Unter Stellung à la suite seines Regiments war Lettow-Vorbeck ab Ende November 1869 als Direktionsmitglied zur Militärschießschule kommandiert. Während des Krieges gegen Frankreich befand er sich als Kompaniechef bei seinem Regiment und nahm an den Kämpfen um Toul, Beaumont sowie Paris teil. Dafür erhielt Lettow-Vorbeck das Eiserne Kreuz II. Klasse und die Ritter-Insigne I. Klasse mit Schwertern des Hausordens Albrechts des Bären.
Nach dem Krieg kehrte er in seine Funktion an die Militärschießschule zurück und wurde am 23. Januar 1875 mit einem Patent vom 1. September 1866 als Kompaniechef in das 5. Badische Infanterie-Regiment Nr. 113 versetzt. Als überzähliger Major wurde Lettow-Vorbeck seinem Regiment am 22. Juli 1875 aggregiert und Ende Januar 1878 zum Kommandeur des Füsilier-Bataillons ernannt. Mit der Beförderung zum Oberstleutnant rückte er am 13. September 1882 zum etatmäßigen Stabsoffizier auf und kam am 12. November 1885 in gleicher Eigenschaft nach Swinemünde in das Pommersche Füsilier-Regiment Nr. 34. Unter Beförderung zum Oberst erfolgte am 18. September 1886 seine Ernennung zum Kommandeur des 3. Magdeburgischen Infanterie-Regiments Nr. 66. In dieser Eigenschaft erhielt er anlässlich des Ordensfestes im Januar 1888 den Roten Adlerorden III. Klasse mit der Schleife und Schwertern am Ringe. In Genehmigung seines Abschiedsgesuches wurde Lettow-Vorbeck am 22. März 1889 als Generalmajor mit Pension zur Disposition gestellt. Seinen Lebensabend verlebte er in Kassel.

### Familie
Lettow-Vorbeck hatte sich am 2. Januar 1868 in Kraatz mit Hedwig Schröder (* 1849) verheiratet. Aus der Ehe gingen zwei Söhne hervor. Ernst (* 1874) wurde preußischer Hauptmann, Kurt (1879–1960) Landrat der Kreise Cochem und Prenzlau. Beide waren Ehrenritter des Johanniterordens.